# 玫瑰围墙
《玫瑰围墙》（德語：Rosenstraße）是一部2003年由卡蒂娅·里曼导演、玛丽亚· 施拉德和卡蒂娅·里曼出演的德國电影。故事以1943年发生在的二战纳粹德国的玫瑰大街抗议为背景.

## 外部連結
- 互联网电影数据库（IMDb）上《Rosenstraße》的资料（英文）